# Jan Timmermans
Johannes (Jan) Martinus Petrus Timmermans (Antwerpen, 15 oktober 1901 - Etterbeek, 5 april 1962) was een Belgisch Vlaams-nationalistisch politicus voor het Vlaamsche Front en vervolgens het VNV.

## Levensloop
Timmermans was de zoon van het Nederlands echtpaar Pieter Timmermans (1872-1940) en Lena Salters (1873) dat in de Antwerpse Carnotstraat een bakkerij uitbaatte.
Als leerling van het Koninklijk Atheneum Antwerpen, onderging Timmermans de invloed van activistische medeleerlingen, zoals Herman Van den Reeck. Hij werd lid en voorzitter van de Vlaamsche Bond, een flamingante groepering van leerlingen binnen het atheneum. Hij werd er hoofdredacteur van het leerlingentijdschrift De Goedendag. Na de gewelddadige dood van Van den Reeck sprak Timmermans namens de studenten een grafrede uit. In 1919 liet hij zich tot Belg naturaliseren en in september 1920 stichtte hij mee Jong-Vlaanderen, een anti-Belgische organisatie. Hij was ook actief in de Vlaamse Clarté-groep en in andere vrijzinnige en linkse verenigingen.
Hij studeerde in Parijs en Berlijn en in 1926 behaalde hij het rechtendiploma aan de Université libre de Bruxelles. Hij schreef zich als advocaat in aan de Antwerpse balie en liep stage bij Emiel Wildiers. Binnen de balie was hij actief, vooral als ondervoorzitter van de Vlaamse Conferentie van de Antwerpse Balie. Hij was ook in andere Vlaamsgezinde milieus bedrijvig. In 1928 was hij medestichter van de Volksuniversiteit Herman Van den Reeck en zetelde er in de raad van advies. In 1937 werd hij ondervoorzitter van het Verbond van Vlaamsche Cultuurverenigingen in Antwerpen.
Politiek was hij lid van de Frontpartij. In 1929 werd hij verkozen tot Antwerps provincieraadslid, wat hij bleef tot in 1936. In 1932 werd hij verkozen in de Antwerpse gemeenteraad en oefende deze functie uit tot in 1944. In 1934 stapte hij over naar het radicalere VNV. In 1935 werd hij VNV-gewestleider voor het Antwerpen en in 1939 VNV-arrondissementsleider van Antwerpen. Van 1939 tot 1946 zetelde Timmermans voor het kiesarrondissement Antwerpen in de Kamer van volksvertegenwoordigers. In het Vlaams-nationalistische blad Volk en Staat schreef hij in dezelfde periode bewonderende artikels over het nationaalsocialisme, alsook scherp antisemitische artikels. In 1935-36 ging hij ook een polemiek aan met Frans Van Cauwelaert, die hij van financieel gesjoemel beschuldigde. Van Cauwelaert deed hem voor eerroof door de rechtbank veroordelen. Aan de vooravond van de Duitse bezetting was hij onder de 43 Antwerpse gemeenteraadsleden de enige Vlaams-nationalistische verkozene.
Bij de Duitse inval werd hij door de Belgische autoriteiten gearresteerd en per trein overgebracht naar Le Vernet in Zuid-Frankrijk. Enkele weken later was hij weer in Antwerpen en werd gouwleider van het VNV voor de provincie Antwerpen.
De Antwerpse burgemeester Camille Huysmans was bij het begin van de oorlog naar Londen vertrokken. Timmermans werd in 1941 havenschepen onder waarnemend burgemeester Leo Delwaide. Hij bleef ook actief als advocaat. Hij werd voorzitter van de Vlaamse Conferentie der Balie van Antwerpen, die volledig in handen kwam van collaboratiegezinden zoals René Lagrou, René Lambrichts, Walter Bouchery en Edgar Boonen, en stichtte het Duitsgezinde Juristenblad, in opvolging van het verboden Rechtskundig Weekblad. Hij volgde ook, voor rekening van het VNV, de benoemingsdossiers binnen de magistratuur met de bedoeling ook daar de 'greep naar de macht' te realiseren.
Na het gedwongen aftreden van Delwaide werd Timmermans op 27 januari 1944 door de bezetter aangesteld als waarnemend burgemeester van Antwerpen en bleef dit totdat de Britse troepen, in september van datzelfde jaar de stad bevrijdden. Zoals alle andere door de Duitsers aangestelde gemeentemandatarissen, werd zijn aanstelling door de Belgische regering niet erkend en voor zoveel als nodig na de Bevrijding nietig verklaard.
Op 20 november 1944 werd Timmermans gearresteerd op beschuldiging van collaboratie, meer bepaald van het "vervormen van de Belgische instellingen". Hij werd in 1945 door de krijgsraad veroordeeld tot de doodstraf, ondanks het feit dat veel stadsambtenaren en onder anderen ook burgemeester Huysmans voor hem pleitten. De straf werd op 25 april 1946 bevestigd door het Krijgshof. In 1947 werd ze omgezet in levenslang en in 1951 verliet hij vanwege zijn precaire gezondheidstoestand de gevangenis. Een van de voorwaarden was dat hij geen voet meer in Antwerpen mocht zetten.
Volgens zijn verdedigers is de verdienste van Jan Timmermans als oorlogsburgemeester dat hij in augustus 1944 de ontmanteling en dynamitering van de Antwerpse haven door de Duitse bezetter kon verhinderen en dat hij erin slaagde een deel van het Antwerps kunstpatrimonium in veiligheid te brengen.
In 1952 was hij een van de stichters van de Vlaamse Volksbeweging, maar hij speelde verder geen rol meer.

## Publicaties
- T.G. Masaryk en de vestiging van den Tsjechoslovakschen Staat, Antwerpen, 1936.
- De haven van Antwerpen en haar verhouding tot die van Antwerpen, Rotterdam, 1937.
- Het probleem Antwerpen-Rotterdam, VEV-berichten, 1938.
- De volkswoningbouw in België, 1939.
- Huurders en verhuurders in mobilisatietijd, Antwerpen, 1940.
- (met Floris Prims) Schelde en Antwerpen, historisch en economisch, Antwerpen, 1943.
- Nota tot staving van het genadeverzoek van Jan Timmermans, 1946.
- Balthasar Gracion (onder pseudoniem Lena Delen), Antwerpen, 1950.
- Van criminele saken ende quaede feyten (onder pseudoniem Jan Handers), Hasselt, 1961.